# 홍지영의 그린라이트
홍지영의 그린라이트는 TBN 경인교통방송(인천, 경기 FM 100.5MHz, 서해5도 FM 105.5MHz)에서 주말 낮 12시부터 1시 55분까지 방송했던 인천, 경기 지역의 라디오 팝 음악 프로그램이다.

## 프로그램 소개
- 주말 오후의 푸른 신호등! 즐거운 이야기와 팝으로 함께하는 우리, 그린라이트 맞죠? 한낮의 싱그러운 팝, 홍지영의 그린라이트!

## 요일 코너

### 토요일
- 오늘의 그린라이트!
- 지영스타그램
- 퀴즈팝! 들리는대로~

### 일요일
- 오늘의 그린라이트!
- 지영스타그램
- 퀴즈팝! 들리는대로~